# 순무꼬리도마뱀붙이
순무꼬리도마뱀붙이(Thecadactylus rapicauda)는 터닙테일 게코(turnip-tailed gecko)라고 불리며, 멕시코에서 중앙아메리카를 지나 남아메리카에서 남쪽으로는 브라질에까지, 소앤틸리스 제도의 수많은 섬들에 널리 분포한다. 2007년에 솔리몽에스순무꼬리도마뱀붙이(:en:Thecadactylus solimoensis)가 기재되기 전까지는 순무꼬리도마뱀붙이속의 유일한 종으로 여겨졌다.
주둥이에서 항문까지 120 mm 에 이르는 대형 도마뱀붙이류이며, 색깔은 짙거나 연한 회색에서 진한 주황색에 이른다. 개체는 색깔을 어느 정도 바꿀 수도 있다. 다양하게 짹짹 발성하며, 활동하는 시기인 밤에 주로 들을 수 있다. 순무꼬리라는 이름은 부풀어오른 꼬리에서 유래했는데, 지방을 저장하는 데 쓰인다. 공격의 신호로 꼬리를 물결치듯 흔들며, 포식자의 주의를 돌리기 위해 꼬리를 스스로 끊을 수 있다. 야생에서는 야행성이며, 대개 야자나무 줄기의 5–30 피트 높이의 지점에서 발견된다.
주걱박쥐류 따위의 포식자가 존재하고, 말라리아원충의 일종인 (:en:Plasmodium aurulentum)의 숙주이다.